# GSS
GSS (англ. Glutathione synthetase) – білок, який кодується однойменним геном, розташованим у людей на довгому плечі 20-ї хромосоми. Довжина поліпептидного ланцюга білка становить 474 амінокислот, а молекулярна маса — 52 385.
| 10         |  | 20         |  | 30         |  | 40         |  | 50         |
| ---------- |  | ---------- |  | ---------- |  | ---------- |  | ---------- |
| MATNWGSLLQ |  | DKQQLEELAR |  | QAVDRALAEG |  | VLLRTSQEPT |  | SSEVVSYAPF |
| TLFPSLVPSA |  | LLEQAYAVQM |  | DFNLLVDAVS |  | QNAAFLEQTL |  | SSTIKQDDFT |
| ARLFDIHKQV |  | LKEGIAQTVF |  | LGLNRSDYMF |  | QRSADGSPAL |  | KQIEINTISA |
| SFGGLASRTP |  | AVHRHVLSVL |  | SKTKEAGKIL |  | SNNPSKGLAL |  | GIAKAWELYG |
| SPNALVLLIA |  | QEKERNIFDQ |  | RAIENELLAR |  | NIHVIRRTFE |  | DISEKGSLDQ |
| DRRLFVDGQE |  | IAVVYFRDGY |  | MPRQYSLQNW |  | EARLLLERSH |  | AAKCPDIATQ |
| LAGTKKVQQE |  | LSRPGMLEML |  | LPGQPEAVAR |  | LRATFAGLYS |  | LDVGEEGDQA |
| IAEALAAPSR |  | FVLKPQREGG |  | GNNLYGEEMV |  | QALKQLKDSE |  | ERASYILMEK |
| IEPEPFENCL |  | LRPGSPARVV |  | QCISELGIFG |  | VYVRQEKTLV |  | MNKHVGHLLR |
| TKAIEHADGG |  | VAAGVAVLDN |  | PYPV       |  |            |  |            |

A: Аланін

C: Цистеїн

D: Аспарагінова кислота

E: Глутамінова кислота

F: Фенілаланін

G: Гліцин

H: Гістидин

I: Ізолейцин

K: Лізин

L: Лейцин

M: Метіонін

N: Аспарагін

P: Пролін

Q: Глутамін

R: Аргінін

S: Серин

T: Треонін

V: Валін

W: Триптофан

Кодований геном білок за функціями належить до лігаз, фосфопротеїнів. 
Задіяний у таких біологічних процесах, як ацетилювання, альтернативний сплайсинг. 
Білок має сайт для зв'язування з АТФ, нуклеотидами, іонами металів, іоном магнію. 